# 昂德尔
昂德尔（法語：Andres，法語發音：[ɑ̃dʁ]）是法国上法蘭西大區加来海峡省的一个市镇，属于加来区。

## 地理
昂德尔（50°52'2"N, 1°55'15"E）面积7.15 平方千米，位于法国上法蘭西大區加来海峡省，该省份为法国北部沿海省份，西北濒北海，南至索姆省，东临北部省。
与昂德尔接壤的市镇（或旧市镇、城区）包括：莱萨塔克、巴兰冈、康帕涅莱吉讷、吉讷。

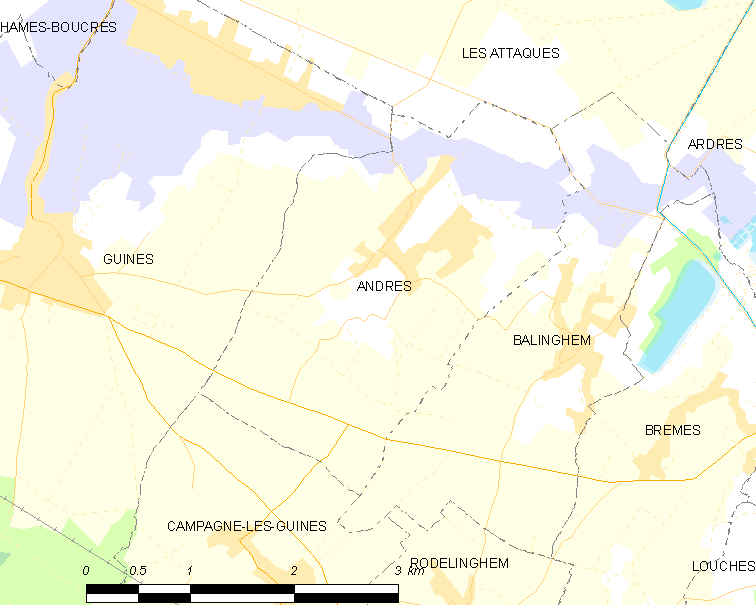
昂德尔的OSM定位图

昂德尔的时区为UTC+01:00、UTC+02:00（夏令时）。

## 行政
昂德尔的邮政编码为62340，INSEE市镇编码为62031。

## 政治
昂德尔所属的省级选区为加来第二县。

## 人口

1962-2008年间昂德尔人口变化图示

昂德尔于2022年1月1日时的人口数量为1534人。